# Ocell del paradís (pel·lícula)
 Ocell del paradís  (Bird of Paradise) és una pel·lícula estatunidenca dirigida per King Vidor, estrenada el 1932 i doblada al català.

## Argument
En un lloc d'Oceania, un iot llança l'àncora prop d'una illa, els indígenes de la qual acollen en barques els membres de la tripulació. Entre aquests últims, Johnny Baker es llança a l'aigua per intentar desviar l'atenció d'un tauró. Fent-se atacar, salva la vida a Luana, la filla del rei de l'illa. Els joves s'enamoren l'un de l'altre, però la bonica indígena és promesa pel seu pare al príncep d'una illa veïna. A més, quan el volcà local es desperta, el costum vol que una noia sigui sacrificada per apaivagar-lo, sent Luana l'escollida… 

## Repartiment

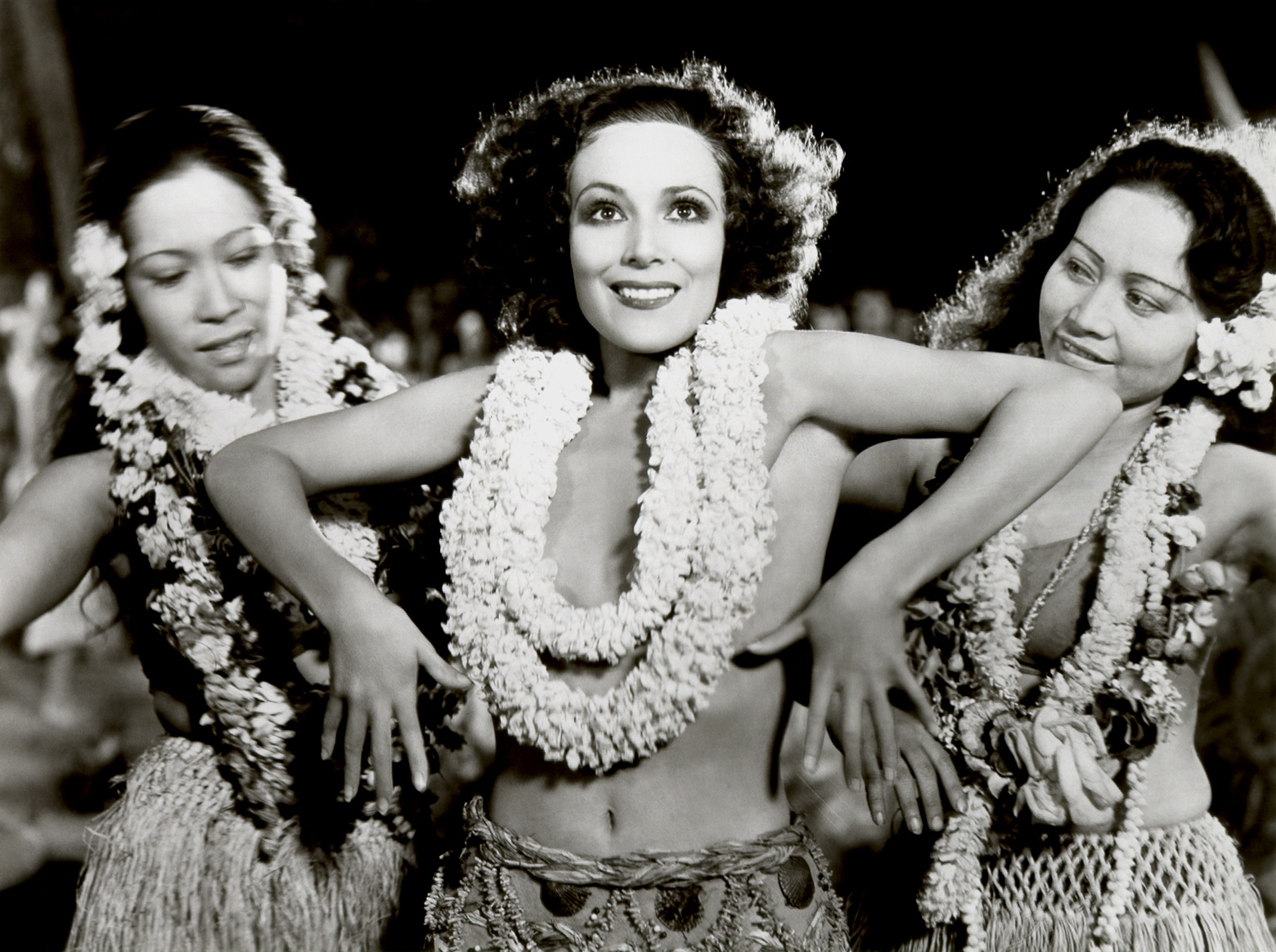
Dolores del Río (al centre)

- Dolores del Río: Luana
- Joel McCrea: Johnny Baker
- John Halliday: Mac
- Richard 'Skeets' Gallagher: Chester
- Bert Roach: Hector
- Lon Chaney Jr.: Thornton
- Wade Boteler: Capità Johnson
- Arnold Gray: Walker
- Reginald Simpson: O'Fallon
- Napoleon Pukui: El rei
- Agostino Borgato: L'home-bruixot
- Sofia Ortega: Mahumahu

## Remake
- 1951: Bird of Paradise de Delmer Daves, amb Debra Paget i Louis Jourdan.